# Florian Grillitsch
Florian Grillitsch (Neunkirchen, 7 de agosto de 1995) é um futebolista austríaco que atua como meio-campista. Atualmente defende o Hoffenheim.

## Carreira
Florian Grillitsch começou a carreira no Werder Bremen.[carece de fontes?]
Em 16 de janeiro de 2017, Grillitsch assinou por quatro anos pelo Hoffenheim. Ele deixou o clube alemão em junho de 2022.

## Seleção Nacional
Grillitsch realizou 33 partidas pela Seleção Austríaca de Futebol, marcando um gol contra Luxemburgo em 2018.